# Заовражная
Заовражная — упразднённая деревня в Вязниковском районе Владимирской области России.

## География
Урочище находится в северо-восточной части области, в зоне хвойно-широколиственных лесов, в пределах Волжско-Окского междуречья, на правом берегу реки Клязьмы, на расстоянии примерно 12 километров (по прямой) к северо-западу от города Вязники, административного центра района. Абсолютная высота — 111 метров над уровнем моря.

### Климат
Климат характеризуется как умеренно континентальный. Средняя температура воздуха самого холодного месяца (января) — −11,1 °C (абсолютный минимум — −48 °С), средняя максимальная температура воздуха (июля) — +23,3 °С (абсолютный максимум — +37 °С). Годовое количество атмосферных осадков составляет около 607 мм, из которых 413 мм выпадает в период с апреля по октябрь.

## История
В «Списке населенных мест Владимирской губернии по сведениям 1859 года» населённый пункт упомянут как владельческая деревня Ковыряиха Вязниковского уезда, расположенная при пруде, в 17 верстах от уездного города. В деревне насчитывалось 12 дворов и проживало 78 человек (37 мужчин и 41 женщина).
По состоянию на 1905 год, в Ковыряихе проживало 68 человек. В административном отношении деревня входила в состав Мстерской волости.
По данным 1926 года в деревне имелось 19 хозяйств и проживало 82 человека (33 мужчины и 49 женщин). Являлась частью Бортниковского сельсовета.
В 1965 году переименована в Заовражную. На момент упразднения входила в состав Барско-Татаровского сельсовета Вязниковского района. Упразднена решением облисполкома № 329 от 2 апреля 1973 года как фактически не существующая.